# 5 Sposobów na...
5 Sposobów na... – polskojęzyczny kanał na YouTube prowadzony od 2013 roku przez Marcina „Klamera” Radziwonia, Artura „Arcziego” Olszewskiego, Przemysława „Primosza” Śliwińskiego, Sebastiana „Sztabę” Bajona oraz Tomasza „Abiego” Obarę. Jest to jeden z najpopularniejszych kanałów na YouTube pod względem liczby subskrybentów w Polsce.
Na kanale pojawiają się filmy, które prezentują sprawdzone sposoby na ułatwienie widzom życia codziennego. Wśród nich ukazały się m.in. odcinki mówiące o tym, jak oszczędzać pieniądze, przygotować przekąski na przyjęcie czy prezentujące sposoby na studenckie życie. Pojawiło się również kilka odcinków z serii „GRUBY PROJEKT” co nawiązywało do trudniejszych do realizacji projektów. Najpopularniejszym odcinkiem okazał się film o przeżyciu całego dnia za 5 złotych, osiągając prawie 8 mln wyświetleń.
Kanał został utworzony przez pięciu przyjaciół, którzy wcześniej stworzyli stronę internetową Spryciarze.pl, w której prezentowane są wielotematyczne poradniki wideo. Strona okazała się przebojem w polskim Internecie i została uznana za przełomową przez dziennik Rzeczpospolita. Autorzy projektu gościli m.in. w programie Uwaga! oraz udzielali wywiadów dla telewizji śniadaniowych. Na kanwie serwisu, narodził się pomysł utworzenia kanału YouTube.
Twórcy współpracują z wieloma markami. Ich kampania przygotowana dla Castoramy uważana jest za jedną z najbardziej udanych w historii polskiego YouTube. Kanał, który został stworzony na potrzeby marki znalazł się w TOP 100 najczęściej subskrybowanych kanałów w kraju.
Posiadali także drugi kanał o nazwie Zaminutowani, który od 6 lutego 2018 roku nosi nazwę Pobite gary – kuchnia z przymrużeniem języka. Wszystkie wcześniejsze filmy zostały usunięte, a kanał skupia się na nietypowej kuchni.